# Porizon laevigator
Porizon laevigator là một loài tò vò trong họ Ichneumonidae.